# Блесна

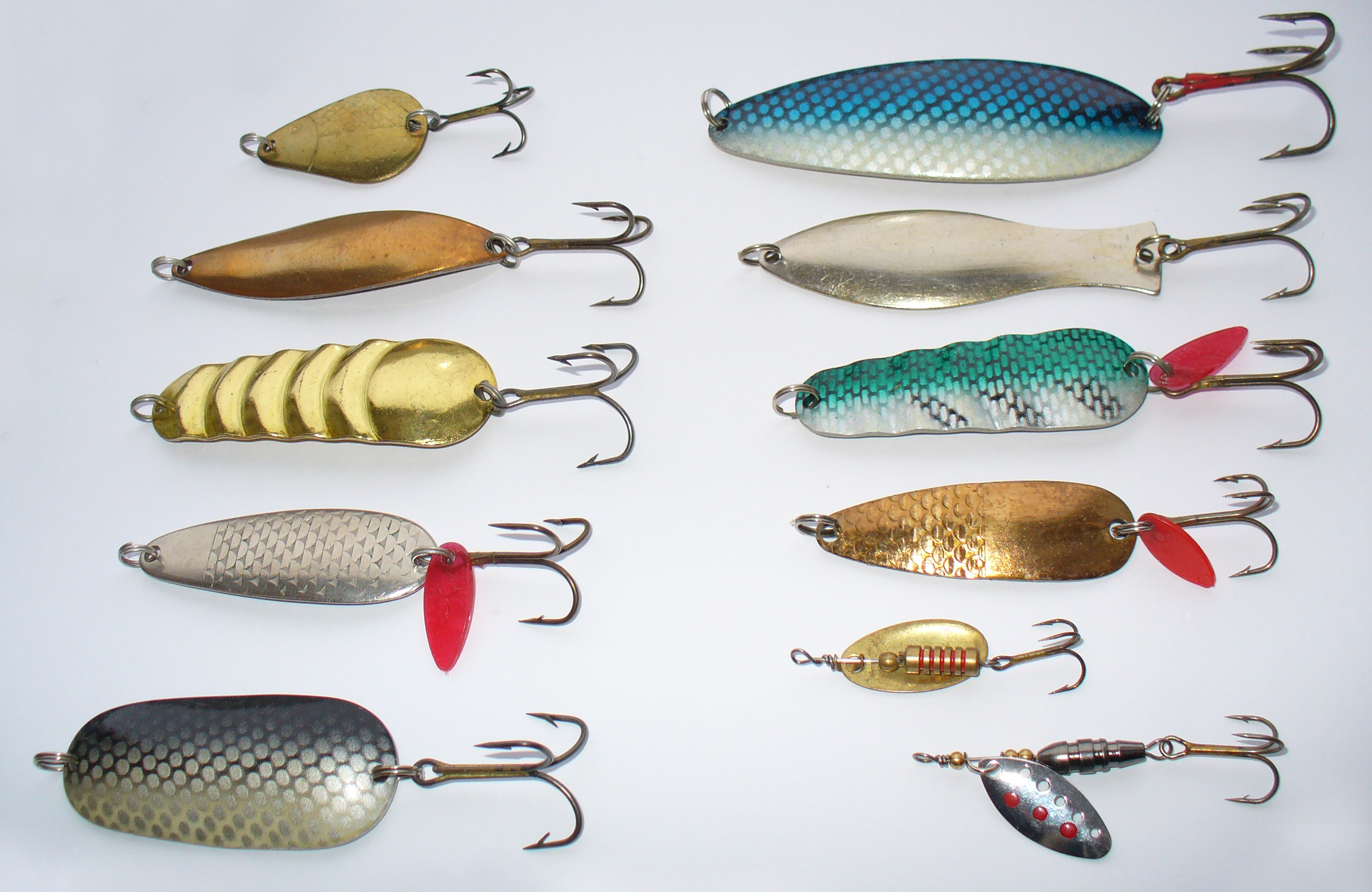
Летние блёсны.

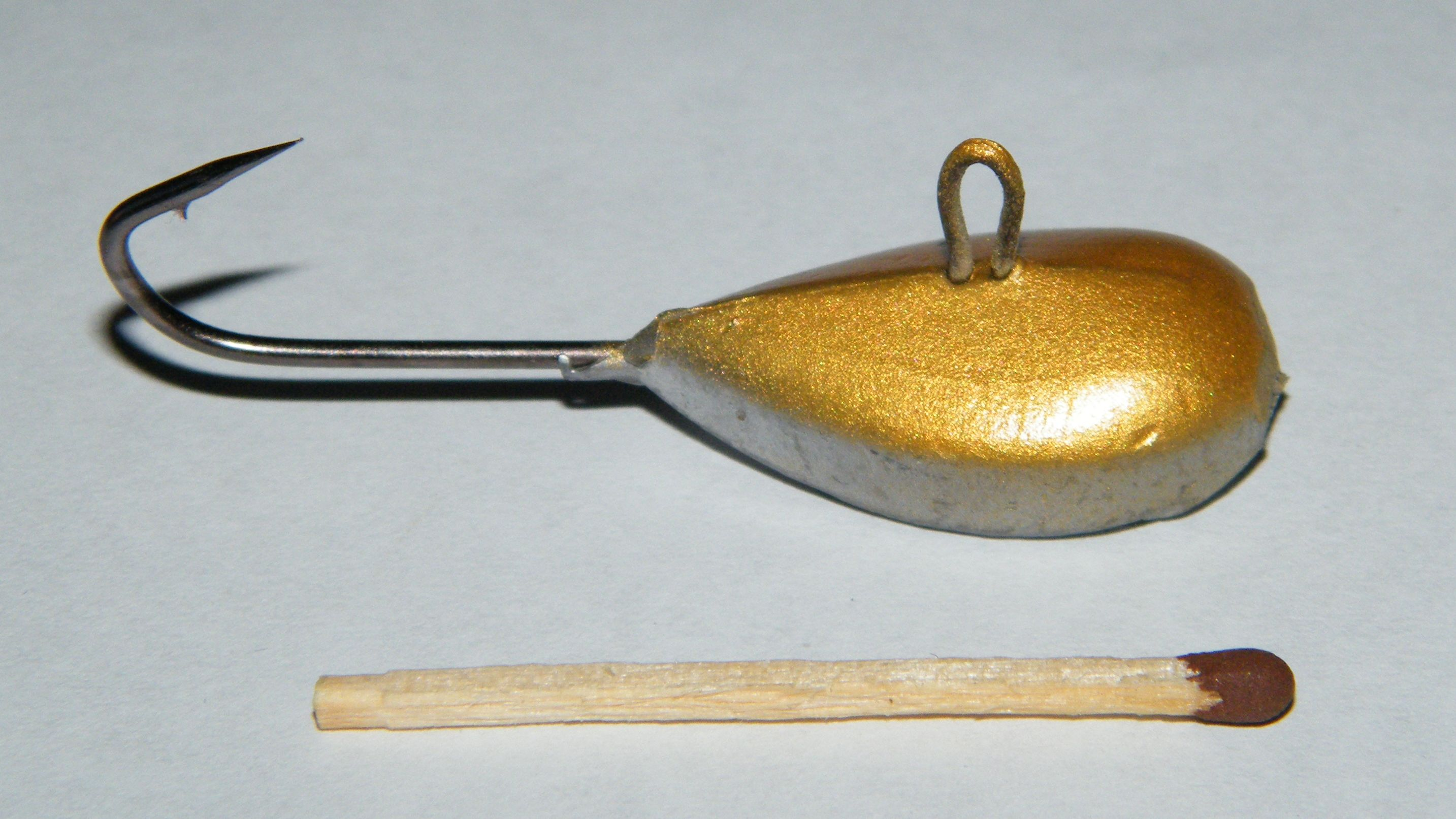
Зимняя блесна-«сапожок» для ловли ленка на горных реках.
Блесной легко постукивают о каменистое или песчаное дно.

Блесна́, Блесе́нка (ж.) — это искусственная металлическая приманка для ловли хищной рыбы.
Конструктивно блесна изготавливается из металлической пластинки, снабжённой одним или несколькими рыболовными крючками, имеет отверстие для крепления к леске. Сложные составные конструкции могут состоять из большего количества пластинок, иметь дополнительные элементы и прорези или выступы для обеспечения необходимых гидродинамических характеристик при движении блесны в толще воды. Зачастую крючок дополнительно маскируется перьями или пластиковой пластинкой. Обычно блесна имитирует рыбку, реже — другое живое существо (насекомое, пиявку, лягушку, мышь и так далее), для чего блесна может раскрашиваться, нести какой-либо рельефный рисунок, либо цветную наклейку. Для описания движения блесны в толще воды на языке рыболовов используется термин «игра». Ловля на блесну называется «блеснение».

## История
На древних египетских памятниках находится множество иероглифических изображений различной ловли рыб – удочкой, копьём, сетью и тому подобное, в реках, озерах и прудах.
На окончание XIX столетия, на Руси (в России), была уда́ ручная, животна́я (на рыбку) или блесна́, с оловянною рыбкою вместо наживы, с крючком или с удочкою, для ловли щук, белорыбицы, окуней. Также в России блесна называлась Облитня. Способ лова рыбы волочением (дорожка, дорога, большая уда, жерлица или блесна) блестящей блесны на длинной бичеве сзади лодки или судна, когда рыба принимает «играющую» блесну за наживу и хватает её был описан и у Олеария, в 1636 году, при его путешествии по Волге. Как рыболовный снаряд блесна, была употребляемая промышленниками, преимущественно в Сибири. Осенняя блесна делалась из блестящей пластинки с крючком, а зимняя — из крючка с наживой. Блеснили с лодки. Употребляемая для зимней ловли сигов из прорубей блесна — Сигушка.

## Материал изготовления и окраска блёсен
Материал изготовления и окраска блёсен бывают самыми разнообразными: нержавеющая сталь, латунь, бронза, медь, алюминий, пластмасса. В качестве покрытия может использоваться хромирование, никелирование, серебрение и даже позолота. Для рыбной ловли в прозрачной воде и при ярком солнечном свете применяют блёсны с эмалевым покрытием — они не дают ярких бликов. Кроме того, иногда вогнутую сторону полностью или частично окрашивают красной краской для имитации раненой рыбки.

## Применение
Зимние блёсны (отвесные блёсны) опускают на леске вертикально вниз и затем ритмично подёргивают короткое удилище («махалку», с маленькой спиннинговой катушкой или без неё), чтобы блесна находилась в движении. Такой способ рыбной ловли называется «отвесным блеснением». Отвесное блеснение может с успехом использоваться и летом, а не только при зимней рыбалке. Для каждого вида рыбы применяется своя тактика «игры» блесной. Например, для ловли сига применяется горизонтальная блесна с двумя крючками, блесна укладывается на песчаное дно (на быстром течении) и ритмично подёргивается. Сиг хватает добычу не ртом, а придавливает грудью.
Блесна-балансир подвешивается горизонтально, имеет два основных крючка, под «брюхом» может быть дополнительный тройник. Благодаря «хвосту» балансир при «игре» совершает в воде перемещения в горизонтальной плоскости.
На открытой воде блёсны чаще всего используются при ловле спиннингом или при буксировке снасти плавсредством (троллинг, «дорожка»).
Кроме рыбной ловли, в морях блёсны могут использоваться и для поимки других хищников, например, кальмаров. Кальмаровые блёсны изготавливаются с оболочкой из пластмассы (грузило под оболочкой), окрашенной в яркие цвета́, имеют удлинённую оливкообразную форму. Вверху и внизу — кольца для крепления лески, в нижней части — большое количество (более двадцати) мелких крючков без бородки. Блёсны подвешиваются одна под другой на коротких поводках (ярусами). Количество кальмаровых блёсен в снасти может достигать 10 штук (зависит от глубины водоёма и других условий). Встречаются одиночные кальмаровые блёсны для ловли спиннингом, они имеют форму рыбки и нижнее кольцо отсутствует. Кальмар хватает блесну щупальцами и практически не срывается с гладких крючков. В некоторые кальмаровые блёсны встроен электрический генератор (от колебаний магнит перемещается в катушке индуктивности) и светодиоды — блесна при проводке или «игре» активно светится («вспыхивает»). Также выпускаются кальмаровые блёсны со светодиодной подсветкой или из пластмассы, светящейся в темноте.

## Летние блёсны

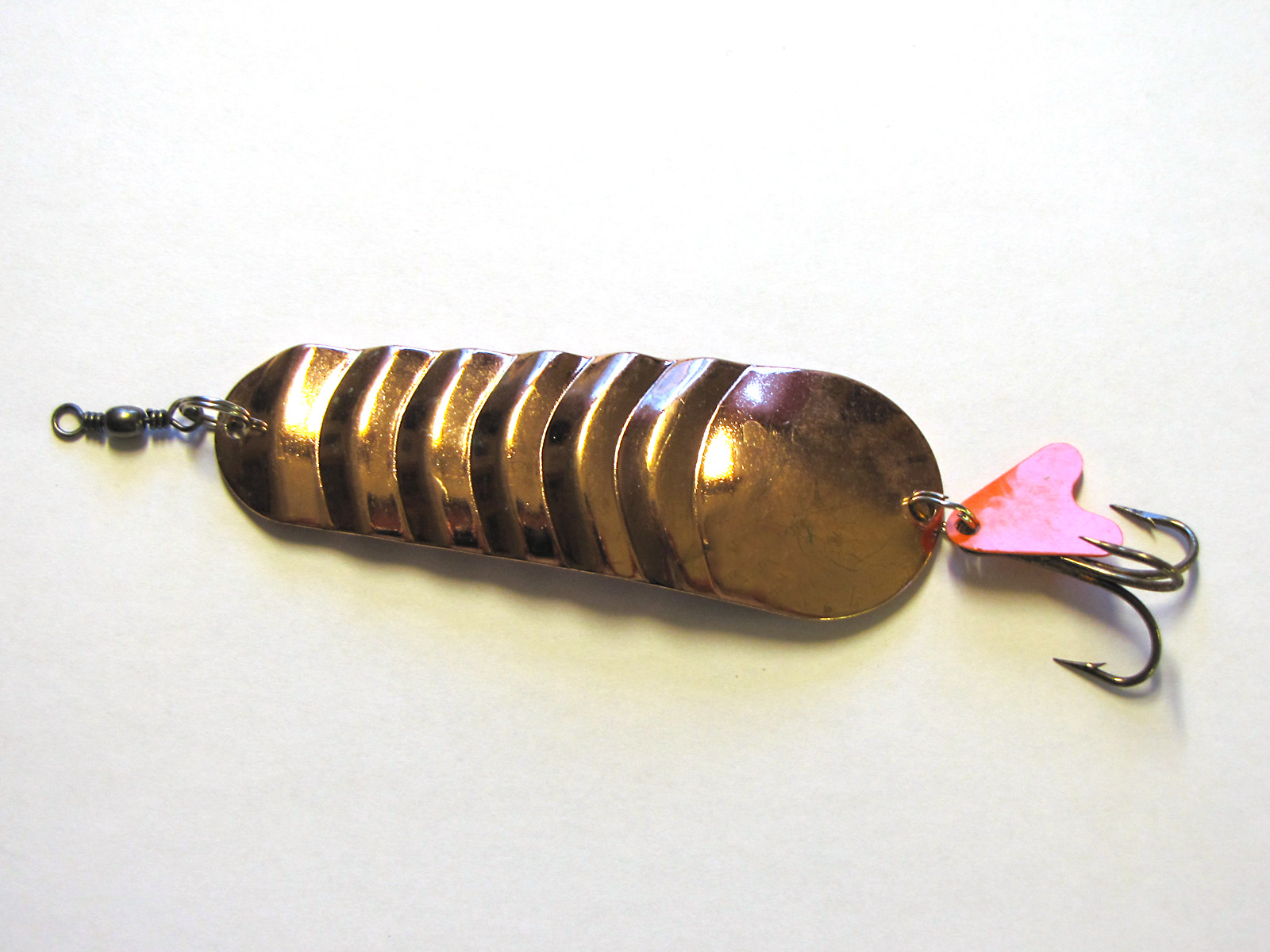
Колеблющаяся блесна.

### Колеблющиеся блёсны
Колеблющаяся блесна — это металлическая пластина, выпуклая с лицевой стороны и вогнутая с обратной. Имеет отверстия: спереди для крепления к леске, сзади — для рыболовного крючка, обычно тройного. В отверстиях находятся заводные кольца из нескольких витков стальной проволоки. Эти кольца выполняют функцию шарнирного крепления. Колеблющаяся блесна «играет», совершая покачивания в воде из стороны в сторону.

### Вращающиеся блёсны

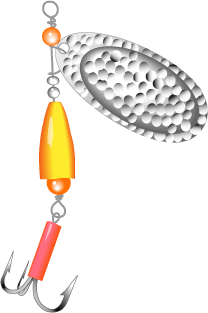
Вращающаяся блесна.

Вращающаяся блесна (вертушка) имеет проволочную ось с рыболовным крючком. Иногда на оси имеется дополнительный грузик. Металлическая пластинка закреплена только за один край и при движении в воде вращается вокруг проволочной оси. Как правило, вращающиеся блёсны меньше по размеру, чем колеблющиеся, и рассчитаны они на относительно некрупную хищную рыбу (окуня, форель).
Вращающиеся блесны часто называют «вертушками». Хорошая вращающаяся блесна легко начинает работать (вращаться) с места при самой медленной проводке. Начало вращения блесны можно легко ощутить по появлению ощутимого сопротивления на рукоятке катушки.
Вращающаяся блесна (вертушка) является сложной конструкцией. Она состоит из вращающегося стержня длиной не более 50 мм, его можно изготовить из проволоки толщиной 1—2 мм. Один конец стержня через вертлюжок и заводное кольцо крепится к поводку. К самому стержню кольцом или скобой крепится металлическая пластинка — лепесток. Место крепления должно быть ограничено стопорами, их делают из бусинок или из другого материала. И далее к стержню крепится якорь, тройник или несколько крючков.
Стержни могут быть не гладкими. На них наносят специальные бортики и выточки. Это всячески ускоряет начало работы блесны и облегчает её вращение во время медленной проводки.

### Блёсны оригинальной конструкции

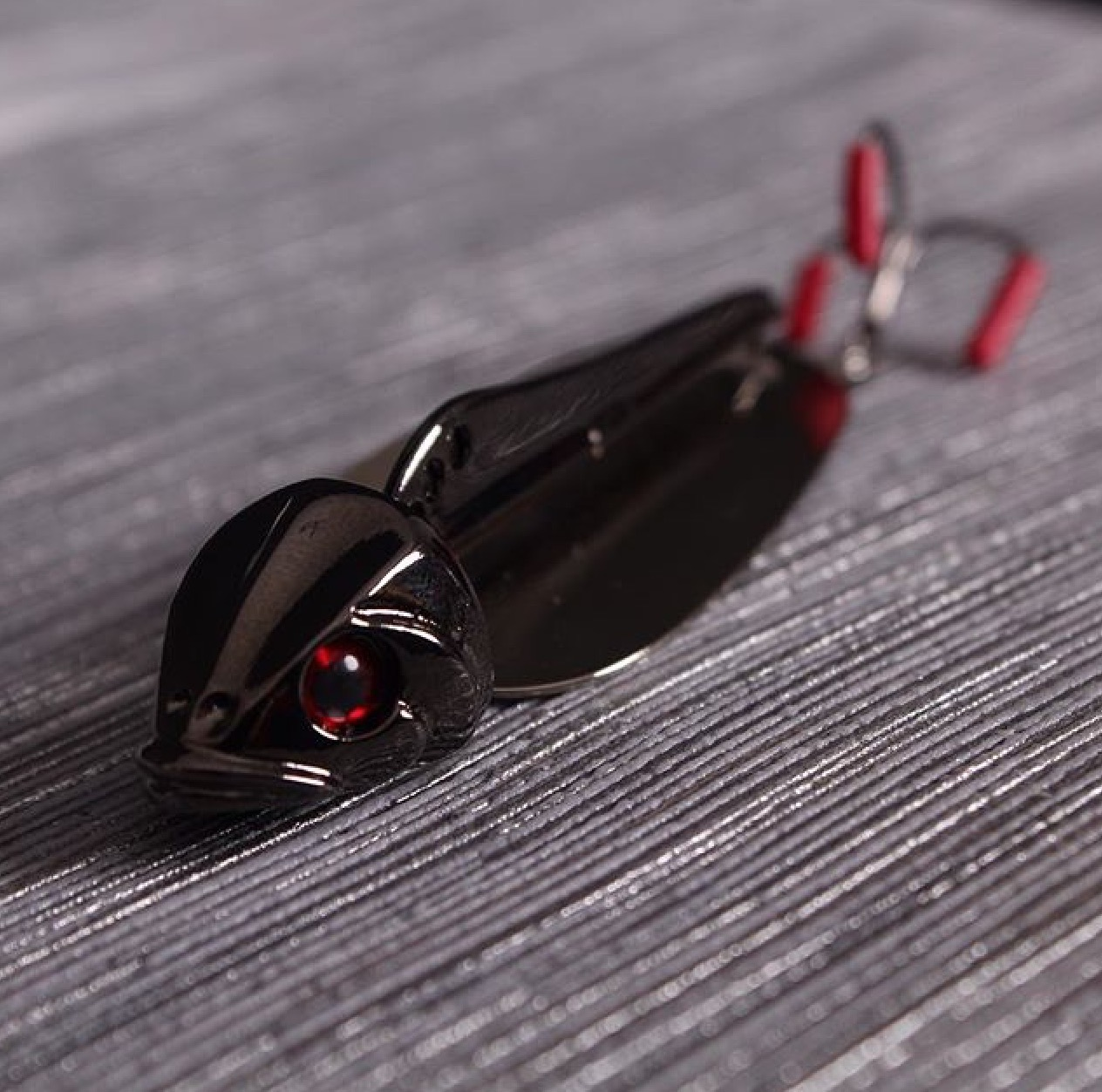
Bite booster lures.

Особый тип вращающейся блесны — девон. Корпус девона обычно трубчатый, сигарообразный, реже — плоский, имеет сквозное продольное отверстие. Корпус насажен на проволочную ось и свободно вращается на ней. Снаружи корпуса имеются небольшие лопасти для обеспечения интенсивной игры (вращения). Обычно лопасти расположены ближе к передней части девона. Девон используют при ловле спиннингом жереха.
Некоторые оригинальные конструкции объединяют свойства как колеблющихся блесен, так и блесен для отвесного блеснения, например — Bite Booster lures.

## Зимние (отвесные) блёсны

### Любительская и спортивная рыбалка

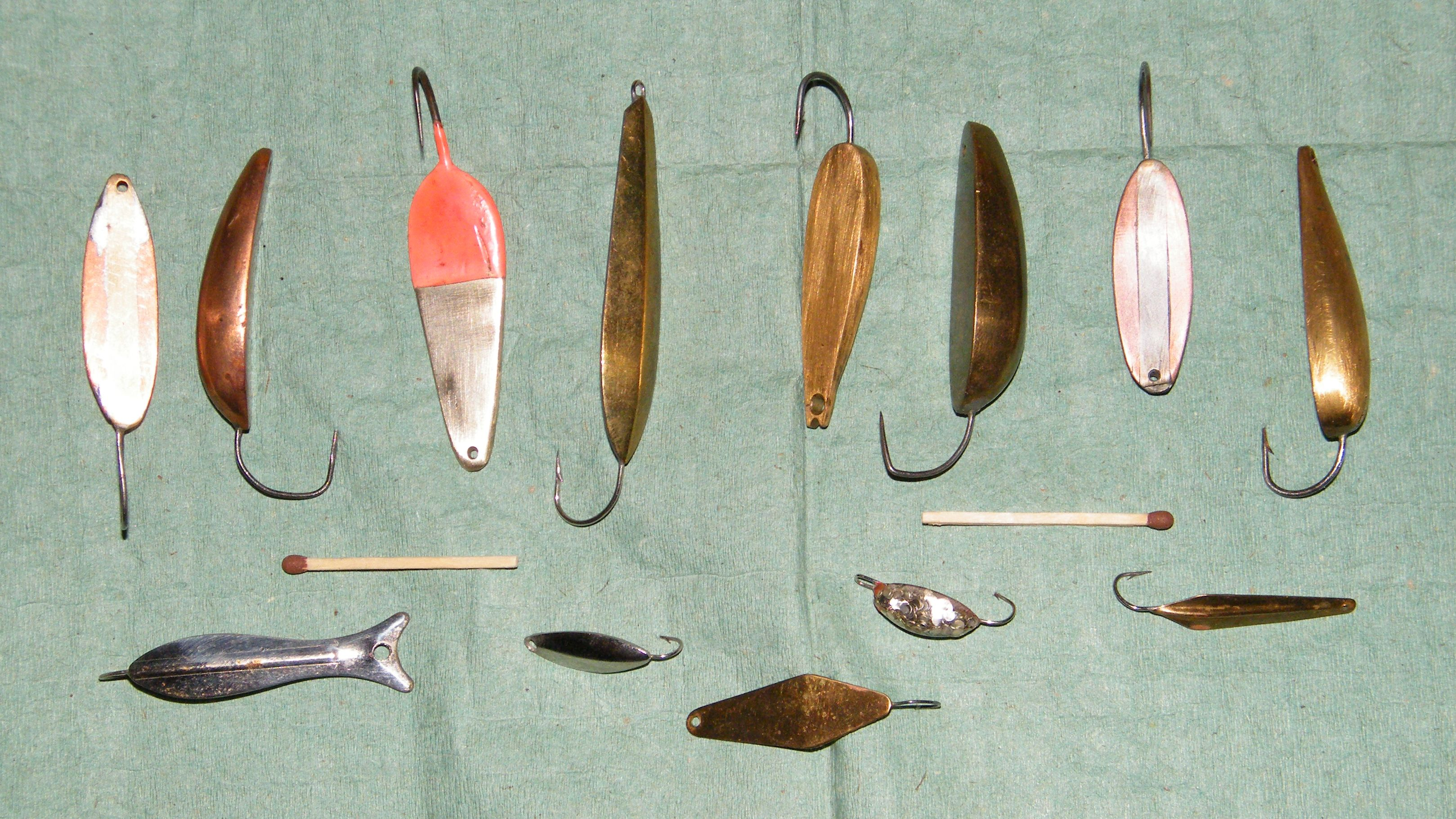
Зимние блёсны для ловли дальневосточной наваги.

Зимние блёсны могут быть вертикальными, когда с одной стороны пластинки имеется отверстие или колечко для лески, а с противоположной наглухо впаян рыболовный крючок, чаще один. Реже встречаются блёсны в виде коромысла, когда отверстие для лески находится по центру тяжести, а крючки впаяны с каждого конца блесны. Такая блесна висит на леске горизонтально. Для рыбной ловли в сильный мороз используют блёсны с крючком без бородки (зазубрины) на жале. Тогда рыбу можно снимать с крючка, не снимая с рук варежки (перчатки).
На зимних блеснах часто используют подвесной крючок, который маскируют яркими шерстинками. Полированные блёсны годны только для ловли на больших глубинах и в пасмурное время. Обычно утром рыба предпочитает блёсны темных цветов, а к вечеру — светлых. Блесну прикрепляют к тонкой, прозрачной леске с помощью заводных колечек. Хорошо зарекомендовала себя дополнительная оснастка лесы коротким поводком с крючком. На крючке помещается наживка или он маскируется серыми пёрышками.
Обычно со внутренней стороны зимняя блесна залита свинцом или припоем на основе свинца. Распространены блёсны, изготовленные штамповкой из меди или бронзы, в заготовке просверливаются два отверстия: верхнее — для лески, в нижнее торцевое впаивается крючок. Такие блёсны применяют для ловли наваги в заливах и бухтах Японского моря.

### «Дракон», «Краб» (браконьерская блесна)

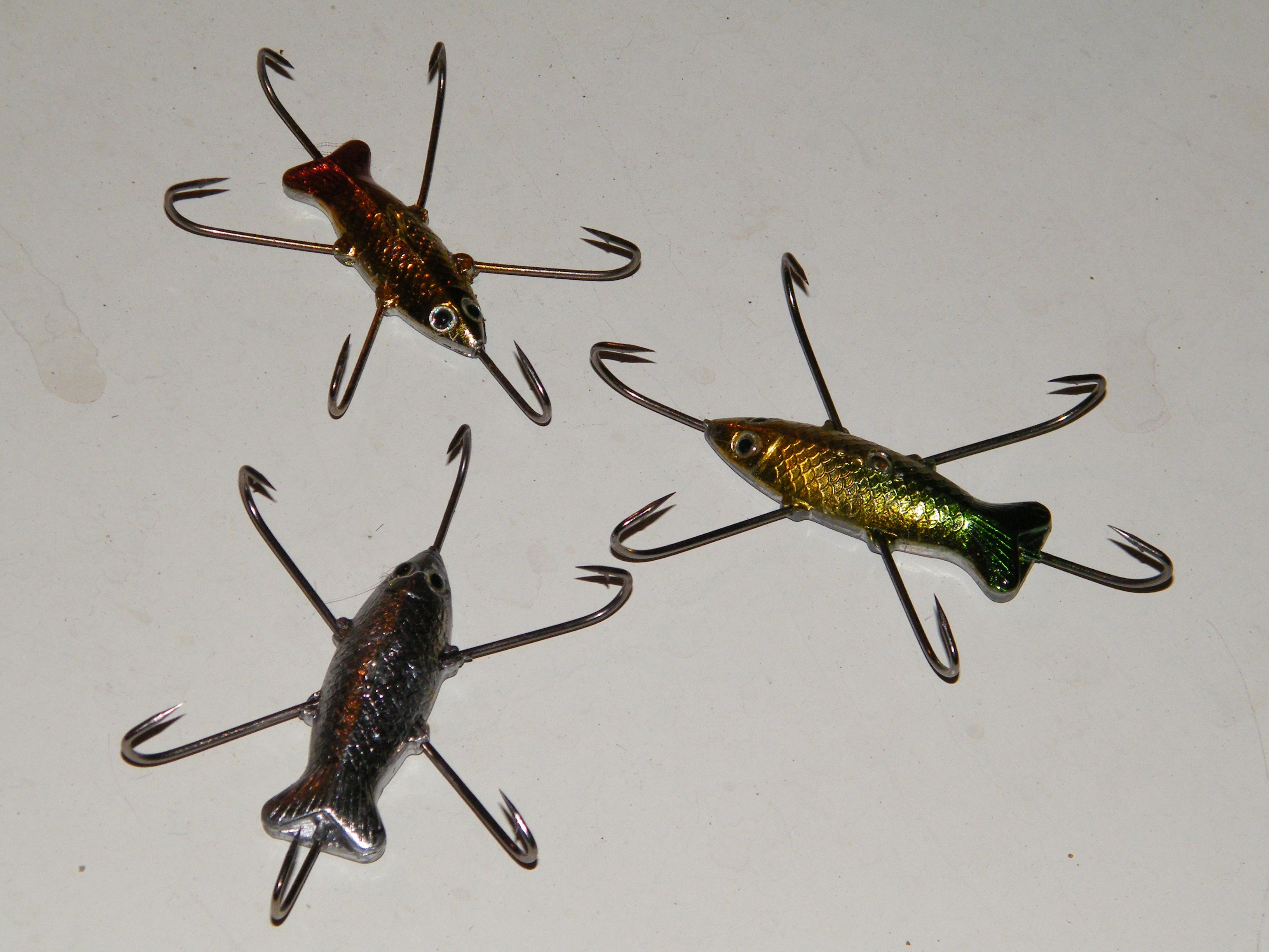
Блесна-краб.

Особая разновидность зимней блесны — дракон. Это большая и тяжелая блесна с большим количеством крупных крючков. При ловле драконом не ждут поклёвки, а стараются подцепить рыбу под брюхо в ямах, где она собирается на зимовку. Эта разновидность ловли считается варварской и браконьерской, поскольку рыба получает тяжелые увечья и погибает даже в том случае, если ей удается сорваться с крючка. Для рыбалки с драконом используется термин «драконить рыбу».
Подобные блёсны применяют для ловли амурской щуки. Блесна находится в нескольких сантиметрах от дна и медленно поднимается на 15—20 см. В верхней точке подъёма — пауза на несколько секунд. Щука хватает пастью в верхней точке подъёма.